# Holcostethus piceus
Holcostethus piceus är en insektsart som först beskrevs av William Sweetland Dallas 1851.  Holcostethus piceus ingår i släktet Holcostethus och familjen bärfisar. Inga underarter finns listade i Catalogue of Life.